# 和田定利
和田 定利（わだ さだとし）は、戦国時代から安土桃山時代にかけての武将。織田氏の家臣。新助。

## 略歴
和田宗立の次男として生まれる（『寛政重修諸家譜』）。兄に惟政。父は、天文18年（1549年）、42歳のとき、伊賀かけの谷で討死した。
兄・惟政と共に足利義昭の入洛に供奉する。その後織田信長に仕えて尾張国黒田城を与えられた。『信長公記』によれば、織田信清の家老として黒田城主を務めたという。信清が信長に敵対すると、丹羽長秀の調略により、同じ信清家老の中島豊後守と共に信長方の兵を引き入れ、信清は甲斐国に逃亡した。
以後は信長の侍大将となる。永禄12年（1569年）8月の伊勢侵攻に参加し、大河内城の戦いでは南の山から攻撃した。元亀2年（1571年）の長島一向一揆攻めに参加。
天正2年（1574年）にも中島と共に織田信忠に従い長島攻めに参加する。この戦いで討死した。
弟・定教が跡を継いだ。

## 家族
○出典：『寛政譜』

### 兄弟
- 維政（惟政）
- 定利
- 定教 - 八郎。定利の死後、その跡を継いだ。